# Palazzo Giugni

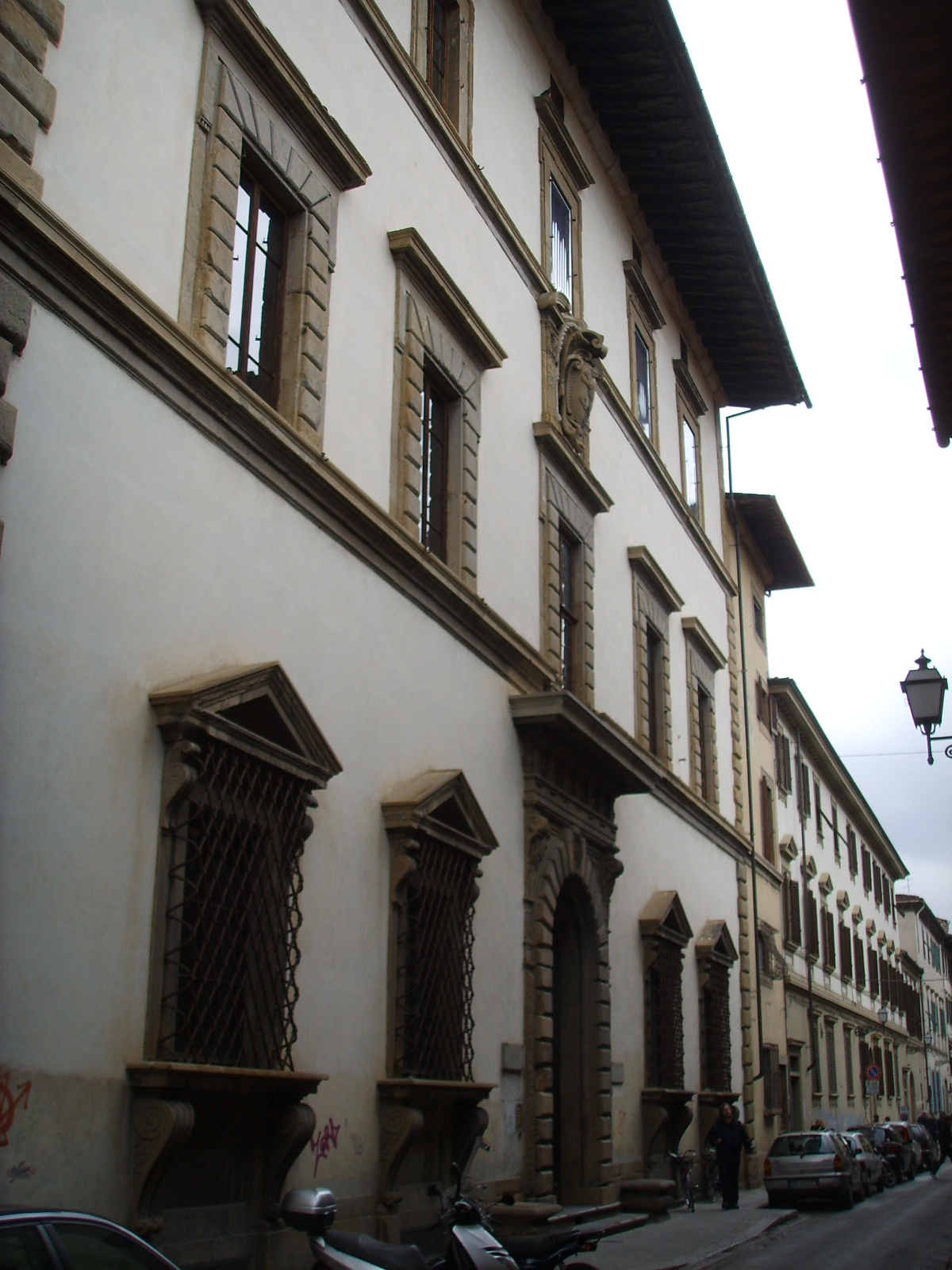
Gevel Palazzo Giugni

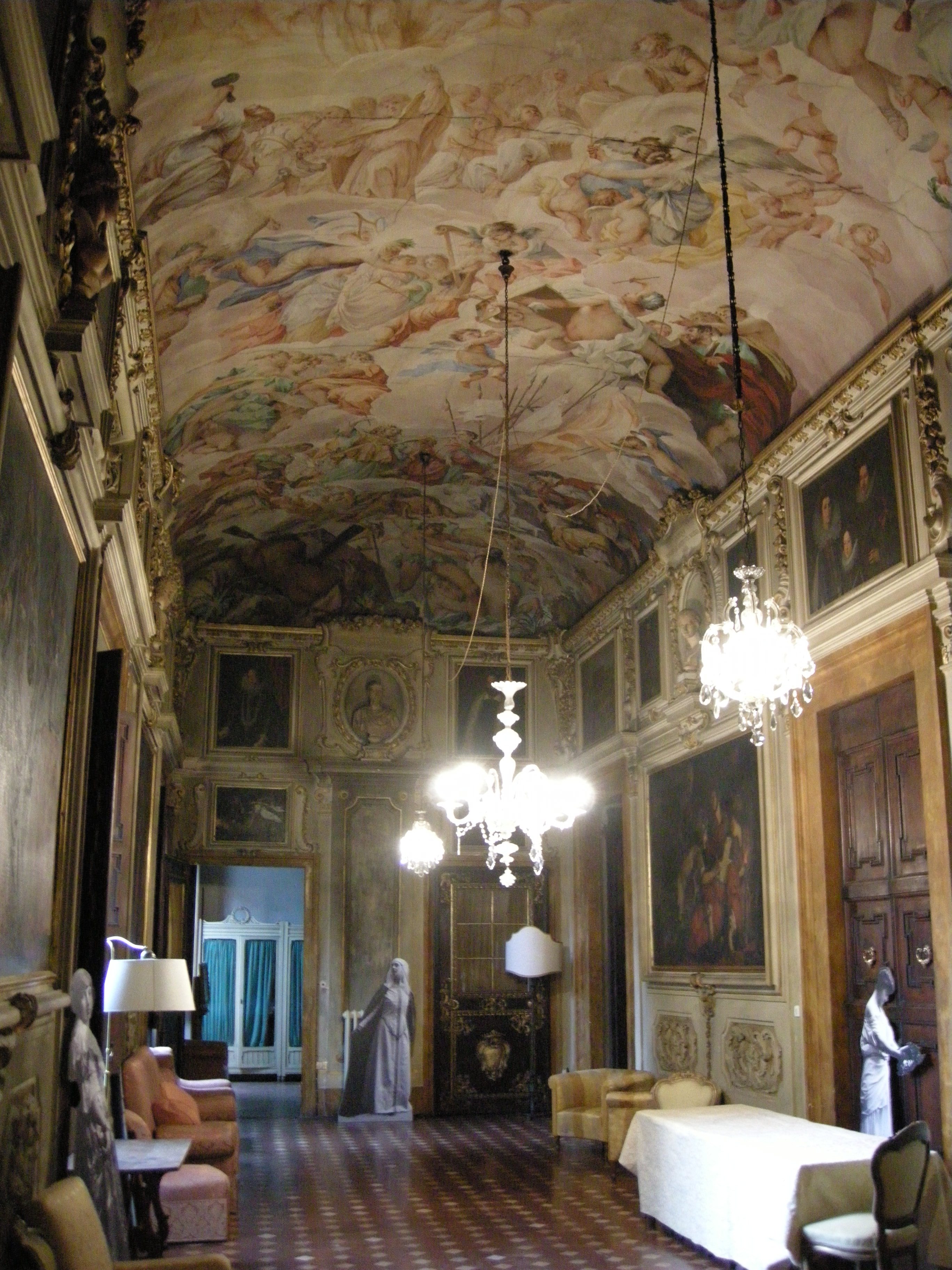
Salon in het Palazzo Giugni

Palazzo Giugni is een Italiaans paleis gelegen aan de Via degli Alfani 48 te Florence.
Op de plaats waar het werd gebouwd, was vroeger een klooster van de Camaldolesi-nonnen. In dit klooster leefde en stierf de heilige Paola, abdis van Santa Margherita di Cafaggiolo, in de 14e eeuw.
Het huidige gebouw werd ontworpen en gebouwd, in opdracht van de rijke bankier Simon Firenzuola, door Bartolomeo Ammanati van 1565 tot 1577. Opvallend is de gevel, met gesneden architectonische elementen. Het gebouw werd geërfd door Giugni, markies van Camporsevoli, in 1640. Momenteel is het in handen van de Fraschettifamilie.
In de negentiende eeuw werd het bewoond door de Italiaanse edelvrouw Virginia Oldoini, ook bekend als de gravin van Castiglione. Op dit moment is het gebouw de thuishaven van onder andere "Lyceum Club Internazionale" in Florence, een culturele vereniging opgericht in 1908 die in 1998 een non-profitorganisatie werd, en Middlebury College.
Palazzo Giugni · Palazzo Medici-Riccardi · Palazzo Pitti · Palazzo Vecchio